# رابطة كرة القدم اليابانية 1995
رابطة كرة القدم اليابانية 1995 (باليابانية: 第4回ジャパンフットボールリーグ) هو الموسم 4 من الدوري الياباني لكرة القدم ‏. أشرف على تنظيمه رابطة كرة القدم اليابانية ‏، وكان عدد الأندية المشاركة فيه 16، وفاز فيه أفيسبا فوكوكا.